# Ascotis antelmaria
Ascotis antelmaria är en fjärilsart som beskrevs av Paul Mabille 1893. Ascotis antelmaria ingår i släktet Ascotis och familjen mätare, Geometridae. Inga underarter finns listade i Catalogue of Life.